# Posada (Olaszország)
Posada település Olaszországban, Szardínia régióban, Nuoro megyében. Lakosainak száma 3019 fő (2023. január 1.). Posada Siniscola, Budoni és Torpè községekkel határos.

## Népesség
A település lakossága az elmúlt években az alábbi módon változott:
| Lakosok száma | 2966 | 2974 | 3019 |
|               | 2017 | 2018 | 2023 |